# Famille Errembault
 (janvier 2021).
La famille Errembault est une famille d'ancienne noblesse originaire du comté de Flandre et des Pays-Bas méridionaux.

## Histoire

### Les premiers siècles
Les Errembault (ou Erembalden) apparurent au onzième siècle à Furnes. Grâce au soutien des comtes de Flandre ils firent une ascension rapide. Le premier connu fut Erembald, châtelain de Furnes. Ses fils s'élevèrent encore davantage. Le plus important d'entre eux fut Bertulphe Errembault, qui devint prévôt de la Collégiale Saint-Donat à Bruges et de ce fait chancelier (ou en termes contemporains premier-ministre) du comté de Flandre. Ses frères, Robert et Haket furent vicomtes de Bruges. Des machinations politiques auxquelles Bertulphe et des membres de sa famille prirent part, les rendirent responsables de l'assassinat du comte Charles le Bon en 1127. Une véritable hécatombe s'ensuivit, la plupart des Errembault encourant leur juste châtiment pour le crime perpétré. 
Les quelques rescapés, parmi lesquels Haket, se tinrent coi, pour reprendre le dessus quelques générations plus tard.  Ils furent propriétaires de la seigneurie de Dudzeele pendant le douzième siècle. Par mariage, les seigneurs de Ghistelles héritèrent de Dudzeele qui passa ensuite aux ducs de Croÿ. Ceux-ci, endettés, revendirent Dudzeele en 1664 à Louis Errembault, qui put ainsi réintégrer la seigneurie dans le giron familial. Ses descendants demeurèrent seigneurs de Dudzeele jusqu'à la fin de l'Ancien Régime.
La généalogie des Errembault, débutant en 1025, fut établie par le moine bénédictin Dom Caffiaux, à la demande de Denis-Joseph Errembault. Le manuscrit appartient à la famille et n'a été que partiellement publié. 
En 1406 Jean Errembault, remplacé par son fils Guillaume II Errembault, fut lieutenant du prévôt de Montreuil-sur- Mer.
Au seizième siècle les Errembault avaient essaimés dans les comtes de Flandre et du Hainaut. Certains passèrent au calvinisme, tandis que d'autres conservèrent la foi catholique. Colart Errembault devint en 1514 bailly général de l'abbaye de Saint-Bertin à Saint-Omer. Antoine Errembault fut baptisé en 1560 dans l"église de la paroisse de Koolkerke lez Bruges. En 1590 Adrien Errembault habitait Pottes près de Tournai. Sous les archiducs Albert et Isabelle la famille dans son ensemble était réconciliée au sein de la religion catholique et des Pays-Bas espagnols.

### L'anoblissement officiel
- En 1657 Louis Errembault devint pensionnaire de la ville de Tournai, puis conseiller et maître des requêtes auprès du Grand Conseil de Malines, fonction donnant, si de besoin, accès à l'état noble. En 1668, il fut nommé président du Conseil de Flandre, fonction qui anoblissait également. En 1681 il fut nommé président du Conseil souverain de Tournai.
- En 1699, le roi Louis XIV octroya confirmation de noblesse à Thierry Errembault de Beaurepaire, député des états de Tournai, fils de Gilles. Lettres patentes enregistrées au parlement des Flandres à Tournai.
- En 1774 l'impératrice Marie-Thérèse accorda le titre de comte héréditaire, transmissible par primogéniture, à Antoine-Joseph Errembault et d'Orroir, le dernier seigneur de Dudzeele.
- En 1822 le roi Guillaume Ier octroya reconnaissance de noblesse à Denis-Joseph Errembault du Maisnil et du Couttre, ainsi que reconnaissance de noblesse héréditaire avec le titre de comte, transmissible par primogéniture, à Edouard Errembault de Dudzeele et d'Orroir.
- En 1868 le roi Léopold II de Belgique octroya reconnaissance héréditaire de noblesse, avec le titre personnel de comte à Gaston Errembault de Dudzeele, titre élargi en 1878 à tous les descendants.

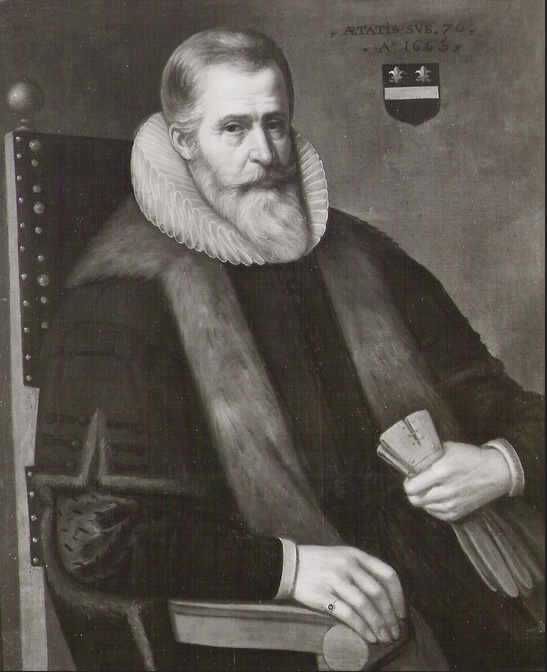
Gilles Errembault (1595-1667), greffier des échevinages de Tournai
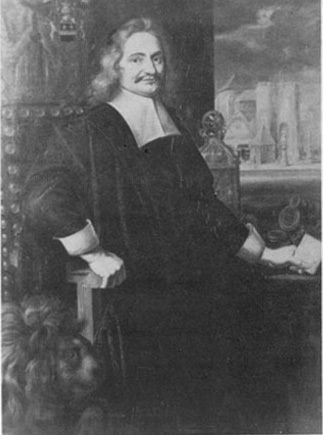
Louis Errembault (1625-1694), seigneur de Dudzeele, président du Conseil de Flandre à Gand, président à mortier au Conseil souverain de Flandre à Tournai
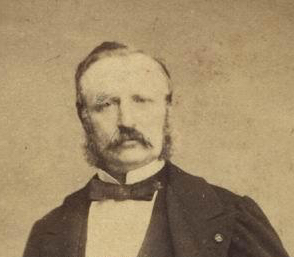
Gaston Errembault de Dudzeele (1819-1889)

## Généalogie
Gilles Errembault (1595-1667), greffier des échevinages de Tournai
- Louis Errembault (1625-1694), x Marie van der Beken (1629-1712), dame de Coutre.
  - Gilles-François Errembault (1657-1793), x Marie-Claire le Cappellier (1655-1733).
    - Louis-Phlippe Errembault de Dudzeele (1693-1729), x Marie-Thérèse van der Beken († 1743).
      - Denis Errembault de Dudzeele (1720-1756), x Leopoldine de Ayasasa (1717-1746), comtesse d'Orroir.
        - comte (en 1774) Antoine-Joseph Errembault de Dudzeele et d'Orroir (1741-1788) x Léopoldine de Ayasasa (1743-1776).
          - Guillaume Errembault de Dudzeele et d'Orroir (1768-1805), x Marie-Antoinette Paternostre (1763-1827).
            - Edouard Errembault de Dudzeele et d'Orroir (1789-1830) (voir ci-après).
            - Charles-Louis Errembault de Dudzeele (1793-1865), x Caroline Dubois (1790-1866). Charles fut receveur communal de Tournai et bourgemestre de Grandmetz.
              - Antoine Errembault de Dudzeele (1819-1888) (voir ci-dessous).

    - Thierry Errembault de Beaurepaire, député des états de Tournai.

  - Laurent Errembault (°1669), seigneur du Coutre x Marguerite de la Motte-Baraffe.
    - Denis Errembault (1702-1788), seigneur du Coutre et du Maisnil, x Marie-Alexine de Gaest (1709-1756).
      - Denis-François Errembault (1730-1792), seigneur du Coutre et du Maisnil, x Marie-Antoinette de Formanoir (1736-1777). Il fut maréchal héréditaire pour la région de Boulogne-sur-Mer.
        - Denis-Joseph Errembault du Maisnil et du Coutre (1766-1841) (voir ci-dessous).

### Edouard Errembault de Dudzeele et d'Orroir
- Edouard Guillaume Errembault de Dudzeele et d'Orroir (Tournai, 20 septembre 1789 - ayant péri en mer lors d'un naufrage au cours d'un retour vers les Pays-Bas et enregistré comme tel à Hellevoetsluis, le 17 septembre 1830) fut lieutenant-colonel dans l'armée des Pays-Bas, détaché auprès de l'armée des Indes Néerlandaises. En 1822 il fut reconnu dans sa noblesse héréditaire, transmissible par primogéniture. Il épousa en 1813 Amélie Dubois (1792-1845) et ils donnèrent naissance à une fille et un fils.
  - Antoinette Errembault (1817-1900) épousa en 1837 le baron néerlandais et lieutenant-colonel Hyacinthe d'Oldenneel (1809-1849). Après l'échec d'un remariage projeté avec Gustave Fougnies, un riche propriétaire, elle se remaria en 1857 avec le lieutenant-colonel Pierre Lagrange (1804-1884)[1].
  - Gaston-Guillaume Errembault de Dudzeele et d'Orroir (1821-1901?), hérita en 1830 du titre de comte. Il fut pendant de nombreuses années chef de gare à Grandmetz. Il épousa en 1844 Hortense de Paris (1818-1878) et ils eurent deux filles:
    - Antoinette Errembault (1845-1888) épousa Eugène Boulvin (1827-1880) et en secondes noces en 1887 Pierre-Joseph Leclercq (1829-).
    - Léopoldine Errembault (1846-) épousa en 1879 le facteur-postier Alexis Cheruy (1838-).

Ces dernières alliances soulignent la descente sociale de cette branche de la famille Errembault. Gaston-Guillaume mourut à une date inconnue et avec lui cette branche s'éteignit. Les deux filles ne semblent pas avoir eues de descendance.

### Antoine Errembault de Dudzeele
- Comte Antoine Guillaume Joseph Gaston Errembault de Dudzeele (Tournai, 16 octobre 1819 - Saint-Petersbourg, 6 février 1888) épousa à Vienne en 1846 la comtesse Marie-Hélène d'Abensperg et Traun (1824-1899). Il fut diplomate et ministre plénipotentiaire belge. En 1869 il accéda au titre de comte, qui en 1878 fut étendu à tous ses descendants.
  - Comte Gaston Errembault de Dudzeele (1847-1929), ministre plénipotentiaire, épousa Hélène Vanderheyden à Hauzeur (1849-1900)[2].
    - Valentine Errembault de Dudzeele (1875-1969) épousa le comte Carlo Sforza (1872-1952), illustre résistant antifasciste, sénateur, ambassadeur, ministre des affaires étrangères d'Italie.
      - Sforza-Galeazzo Sforza (1916-1977), fut secrétaire-général adjoint du Conseil de l'Europe.

    - Comte Gaston-Hugues Errembault de Dudzeele (1877-1961) épousa en 1920 Nathalie Constantinovitch (1882-1950), divorcée du prince héritier du Monténégro, Mirko Petrovitch-Niégoch (1879-1918). Les deux  filles Errembault, les comtesses Hélène et Anne-Marie Errembault de Dudzeele, se marièrent à des citoyens français. À la mort de Gaston-Hugues, cette branche s'éteignit.

### Denis Errembault du Maisnil et du Coutre
- Denis Joseph Guislain Errembault du Maisil et du Coutre (Tournai, 19 novembre 1766 - Brasmenil, 6 december 1841), 1er écuyer du nom, épousa Aimée Hoverlant (1771-1831) et ils eurent huit enfants.
  - Adolphe Errembault du Maisnil et du Coutre (1797-1868), bourgmestre de Brasmenil, épousa Antoinette Maelcamp (1803-1864).
    - Joseph Errembault du Maisnil et du Coutre (1831-1879), bourgmestre de Brasmenil, épousa Elisabeth Le Vaillant (1840-1917).
      - Adolphe Errembault du Maisnil et du Coutre (1871-1908) épousa Madeleine de Diesbach de Belleroche (1879-1939).
        - Denis-Joseph Errembault du Maisnil et du Coutre (1905-1976) épousa Eliane Dutheil de la Rochère (1905-2002), et eut de nombreux descendants.
          - Denis Joseph Errembault du Maisnil et du Coutre (°1931) épousa le baronne Beatrice Coppens d'Eeckenbrugge (°1931). Ils eurent trois enfants.
          - Hubert Errembault du Maisnil et du Coutre (°1933) épousa la comtesse Régine de Looz-Corswarem (°1938). Ils eurent quatre enfants.
          - Paul Errembault du Maisnil et du Coutre (°1937) épousa Nicole Francis (°1944). Ils eurent trois enfants.
          - Michel Errembault du Maisnil et du Coutre (°1939) épousa Bénédicte de Froissard de Broissia (°1945). Ils eurent cinq enfants.
          - Jacques Errembault du Maisnil et du Coutre (°1948) épousa Danièle Moretus Plantin de Bouchout (°1947). Ils eurent cinq enfants.

        - Frédéric Errembault du Maisnil et du Coutre (1907-1991) épousa la baronne Yvonne d'Huart (1912-2001). Ils eurent quatre filles et un fils, Jean (°1935), qui demeura célibataire.